# إيمون ماكان
إيمون ماكان هو ناشط سلام وكاتب وصحفي وسياسي بريطاني، ولد في 10 مارس 1943 في ديري في أيرلندا الشمالية. نشط حزبياً في الناس قبل الأرباح ‏. في 2016 Northern Ireland Assembly election ‏، انتخب Member of the 5th Northern Ireland Assembly ‏ عن دائرة فويل ‏ وقد انضم خلال فترته النيابية ‏ (7 مايو 2016 – 26 يناير 2017) للكتلة البرلمانية الناس قبل الأرباح ‏.

## وصلات خارجية
- الموقع الرسمي